# بيزويا

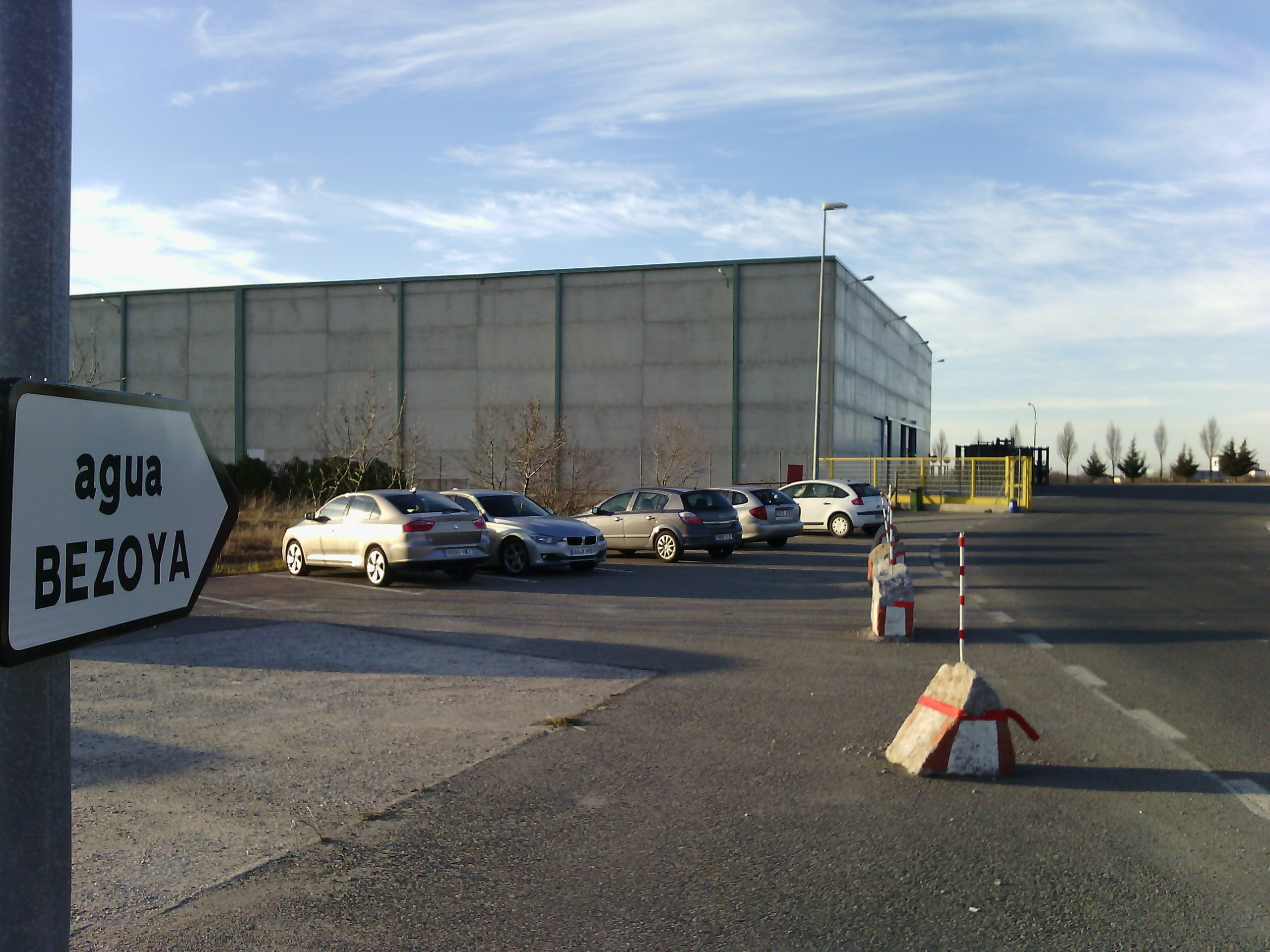

بيزويا (Bezoya) هي علامة تجارية لـمياه معدنية تستخرج من عين أورتيجوزا ديل مونت (Ortigosa del Monte) في شقوبية، إسبانيا وتملكها شركة جروبو ليش باسكوال. وتقل درجة عسر الماء (التمعدن) عندما يصل إجمالي المواد المذابة إلى 26 ملليجرام لكل لتر.

## التركيب الكيميائي
| النوع                            | الكمية        |
| -------------------------------- | ------------- |
| المواد الصلبة عند 180 درجة مئوية | 26 ملجم/لتر   |
| بيكربونات                        | 18 ملجم/لتر   |
| كلوريدات                         | 0.67 ملجم/لتر |
| كالسيوم                          | 4 ملجم/لتر    |
| ماغنسيوم                         | 1.8 ملجم/لتر  |
| صوديوم                           | 1.3 ملجم/لتر  |
| سيليكا                           | 8.9 ملجم/لتر  |
| نيترات                           | 2.8 ملجم/لتر  |

## وصلات خارجية
- company website
- Bezoya at mineral waters of the world